# Kulturgrenze

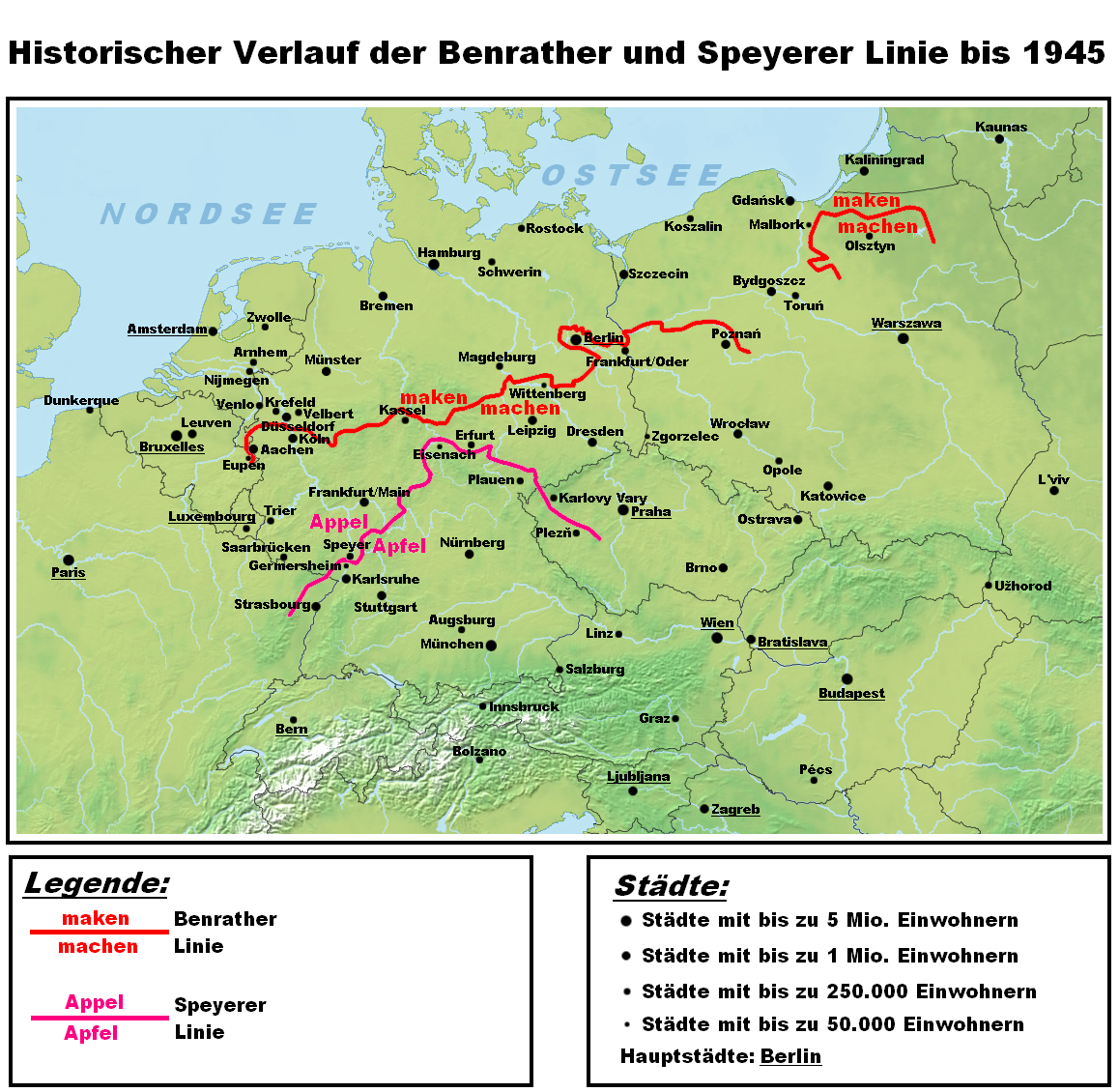
Beispiel für Kulturgrenzen innerhalb des deutschen Sprachraums (mit der „Benrather Linie“ und darunter der „Speyerer Linie“)

Kulturgrenze bezeichnet eine (teils gedachte) Trennlinie zwischen verschiedenen Kulturräumen, die zu einem bestimmten Zeitpunkt festgestellt wurde. Innerhalb einer Kultur existiert eine gewisse Zusammengehörigkeit der dort lebenden Bevölkerung. Die zum Teil existierenden Bezeichnungen dieser Kulturgrenzen machen deutlich, dass verschiedene Aspekte zusammenkommen, also wirklich eine einheitliche Kultur existiert. Hinsichtlich der geschichtlichen Ausdehnung werden die Ausbreitungsgebiete als begrenzte Kulturareale unterschieden.
Insbesondere in Hochgebirgsregionen treten Kulturgrenzen häufig in Form von Kulturscheiden auf. Unüberwindbare Hochgebirgspässe oder vergletschertes Gelände bilden natürliche Barrieren, so dass die Entwicklung der Kulturen zu beiden Seiten einer solchen Scheide über Hunderte von Jahren verschieden verläuft. Am deutlichsten werden derartige Unterschiede in der sprachlichen Entwicklung (siehe auch Sprachgrenze). Oft nur wenige Kilometer Luftlinie voneinander entfernt, entwickelten sich unterschiedliche Dialekte, die untereinander nicht mehr verstanden werden.

## Sprachgrenzen
In der Schweiz gibt es den Röstigraben, der unterschiedliche Mentalitäten der deutsch- und französischsprachigen Bevölkerung trennt. Die Differenzen zeigen sich auch in den unterschiedlichen Ergebnissen bei Abstimmungen und Wahlen. Weiters wurde in der Mitte des 20. Jahrhunderts in der Schweiz die Brünig-Napf-Reuss-Linie postuliert, die Mundart und Brauchtum „trennen“ soll (Kartenspiel, Viehhaltung und anderes), was heute allerdings bestritten wird.
In Deutschland sind in verschiedenen Regionen ähnliche Situationen gegeben, beispielsweise die Übergänge zwischen oberdeutschen Dialekten in Süddeutschland und den nördlich davon verbreiteten west- und ostmitteldeutschen Dialekten. Diese Übergangszonen entsprechen der Speyerer Linie. Umgangssprachlich wird häufig von „Weißwurstäquator“ oder „Mainlinie“ gesprochen. Eine weitere sprachliche Kulturgrenze findet sich zwischen Mittel- und Norddeutschland entlang der Benrather und der Uerdinger Linie.
Sehr auffällig ist die Kulturgrenze zwischen den Teilen Flandern und Wallonien in Belgien, das bis heute durch den flämisch-wallonischen Konflikt geprägt wird.

## Religion
Das östliche Europa ist von einer religiösen Kulturgrenze durchzogen, die den westlichen katholisch-protestantischen Teil vom Bereich der orthodoxen Kirche trennt (Osteuropa). Diesen Bereich scheidet eine weitere Kulturgrenze vom osmanisch überlagerten Teil: Durch die Ausdehnung des früheren Osmanischen Reichs existieren noch Exklaven auf dem Balkan (Albanien und Bosnien). In Mittel- und Westeuropa ist auch eine Kulturgrenze zwischen dem katholischen und dem protestantischen Gebiet vorhanden, aber weniger deutlich ausgeprägt.

## Landwirtschaft, Lebensmittel, Getränke
Quer durch Europa läuft eine Kulturgrenze, die Weinanbau-Gebiete von den nördlichen Regionen trennt, in denen kein Wein angebaut wird. In Deutschland sind die nördlichsten Weinanbau-Regionen das Ahrtal, Mittelrhein, Rheingau und Franken. Exklaven sind hier Saale-Unstrut und das sächsische Elbtal.

## Nutzung von Flurstücken
Im Kataster bezeichnet Kulturgrenze oder Nutzungsartengrenze die Abgrenzung verschiedener Nutzungsarten von vermessenen Flurstücken (Parzellen). Die tatsächlichen Nutzungen werden in Deutschland flächendeckend erfasst und im Liegenschaftskataster dargestellt.